# Sam Barry
Sam Barry (* 27. Januar 1992 in Limerick) ist ein irischer Tennisspieler.

## Karriere
2007 bis 2010 spielte Barry auf der ITF Junior Tour und erreichte dort mit Platz 60 seine beste Platzierung.
Ab 2010 nahm er auch an der Profi-Tour teil und spielte vor allem auf der ITF Future Tour. Im Doppel gewann er im selben Jahr seinen ersten von 22 Titeln im Doppel und 28 Titeln insgesamt. 2011 in Loughborough zog er im Doppel erstmals in ein Finale auf der ATP Challenger Tour ein, das er verlor. Wenig später gab er sein Debüt für die irische Davis-Cup-Mannschaft, für die er bislang eine Bilanz von 15:11 hat. Erst 2013 schaffte er die Qualifikation für einen Challenger im Einzel, als er in Petingen gegen Paul-Henri Mathieu in der ersten Runde verlor. Im selben Jahr gewann er seinen ersten Einzeltitel bei einem Future. Bis 2016 schaffte er dort jeweils mindestens einen weiteren Titelgewinne – 2014 gewann er drei Titel.
In den Jahren 2015 und 2016 erreichte er im Einzel mit Platz 255 und im Doppel mit Platz 221 jeweils seinen Karrierebestwert in der Tennisweltrangliste, wodurch er das einzige Mal in seiner Karriere hauptsächlich im Hauptfeld von Challengers starten konnte. In Bangkok 2016 zog er in sein einziges Challenger-Einzelfinale ein, wo er im Finale dem Australier James Duckworth unterlag, nachdem er sich zuvor bereits durch die Qualifikation kämpfen musste. Das Jahr 2017 wurde weniger erfolgreich für Barry, ehe der Ire 2018 kaum Matches gewann und schließlich seit Ende des Jahres als inaktiv geführt wird.